# 土地改良換地士
土地改良換地士（とちかいりょうかんちし）とは、土地改良換地士資格試験に合格した者。

## 概要
- 土地改良区がほ場整備等の土地の区画形質の変更を伴う土地改良事業において換地計画を定めるには、その計画に係る土地につき権利を有する全ての者で組織する会議の議決前に、農用地の集団化事業についての専門的知識及びその事業に係る実務の経験を有するものとして農用地集団化事業の専門家となり、その換地計画に意見を述べる役割を担う。

## 受験資格
- 誰でも受験可能。但し一部免除試験については換地処分に係る実務（許可・指導事務を含む。）を、試験の公告の日までに通算して10年以上経験したものは、申請によって実務に関する試験の免除を受けられるが、その実務には、換地計画書の作成、代位登記申請及び換地登記処分申請に関する全てを含むことが必要である。

## 試験
- 試験は10月中旬に行われる。試験地は札幌市、仙台市、さいたま市、金沢市、名古屋市、京都市、岡山市、熊本市、那覇市。

### 試験科目
農用地の集団化に関する事業に係る知識の問題（知識試験）
1. 土地改良法、民法、不動産登記法、土地改良登記令、戸籍法、農地法その他換地の事務処理を行うに必要な関係法令に関するもの
2. 土地改良法のうち換地関係規定及び測量に関するもの

農用地の集団化に関する事業に係る実務の問題（実務試験）
1. 換地計画書の作成に関するもの
2. 従前の土地の調査、登記関係の申請書の作成及び求積計算に関するもの

## 主務官庁
- 農林水産省農村振興局の所管となる。

## 関連資格
- 補償コンサルタント
- 再開発プランナー
- 日本の不動産に関する資格一覧
- 日本の建設に関する資格一覧
- 日本の農業に関する資格一覧